# Louis Roquebert
 (août 2025).
Motif : Hors critères WP:CAA - Où sont les sources nationales centrées et espacées de 24 mois ? - Hors critères WP:NPP
- Archive Wikiwix
- Bing
- Cairn
- DuckDuckGo
- E. Universalis
- Gallica
- Google
- G. Books
- G. News
- G. Scholar
- Persée
- Qwant
- (zh) Baidu
- (ru) Yandex
- (wd) trouver des œuvres sur Wikidata

| 1. | Préciser le motif de la pose du bandeau. | Précisez le motif de la pose du bandeau en utilisant la syntaxe suivante : {{admissibilité à vérifier\|date=août 2025\|motif=remplacez ce texte par le motif}}                       |
| 2. | Informer les utilisateurs concernés.     | Pensez à avertir le créateur de l'article, par exemple, en insérant le code ci-dessous sur sa page de discussion : {{subst:avertissement admissibilité à vérifier\|Louis Roquebert}} |

Louis Roquebert, né à Cholet (France), est un homme politique français, élu président du mouvement Jeunes en marche.

## Biographie

### Enfance
Né à Cholet (Maine-et-Loire), Louis Roquebert a été bénévole dans son enfance au Puy du Fou. Il cultive par ailleurs depuis tout jeune une grande passion pour le théâtre. 
Membre du conseil municipal des jeunes de Cholet, il s'engage au sein de la campagne présidentielle de 2017, soutenant Emmanuel Macron,.

### Parcours étudiant et professionnel
Lycéen au lycée privé Sainte-Marie de Cholet, il sera diplômé d'un baccalauréat économique. Il étudie les sciences politiques à l’Université catholique de l'Ouest à Angers,.

### Parcours politique
Débuts
En septembre 2020, il devient collaborateur de Denis Masséglia, député de la 5e circonscription de Maine-et-Loire et le reste jusqu'en décembre 2021,,.
En 2020, il participe, sans être élu, aux élections municipales de Cholet sur la liste LREM menée par Cyrille Jauneault et aux élections départementales de Maine-et-Loire de 2021 dans le premier canton de Cholet avec le même résultat,,.

#### Chez les Jeunes En Marche
Il rejoint les Jeunes avec Macron en juillet 2017 et commencera comme alternant chargé des réseaux sociaux en septembre de la même année.
En 2022, il est nommé coordinateur régional des Pays de la Loire du mouvement,avant de devenir, en octobre 2024, vice-président chargé de la communication du mouvement. Il assurera la scénographie de l’anniversaire des dix ans des Jeunes en Marche auquel sera convié Emmanuel Macron en 2025.
En  février 2024, il rentre dans le cabinet du ministre des affaires étrangères, Stéphane Séjourné comme chargé de communication. Il conserve ce poste auprès de Jean-Noël Barrot dans le même ministère.
Il devient ensuite chargé des relations presse de Sciences Po Paris,.
Opposé à Nolwenn Pelven, il est élu le 29 juillet 2025, président des Jeunes en marche avec 63 % des voix avec 2650 votants sur les 30 000 adhérents du mouvement et succède à Ambroise Méjean,,.  
Il axe « sa campagne sur l'organisation interne » du mouvement de jeunesse macroniste, désireux de lui donner un nouveau souffle.
C’est un proche de Gabriel Attal, de Stéphane Séjourné et d’Ambroise Méjean.